# 伯吉斯·欧文斯
克拉伦斯·伯吉斯·欧文斯（英語：Clarence Burgess Owens，1951年8月2日—）为美国政治人物、非营利组织高管和前职业橄榄球运动员，自2021年起担任犹他州第四届国会选区的联邦众议员。他曾为纽约喷气机队和奥克兰突袭者队效力了10个赛季，并在1980年第十五届超级碗中与突袭者队一起赢得了总冠军。自从离开NFL后，欧文斯创立了多家企业，并且是一家致力于帮助陷入困境和被监禁青年的非营利组织首席执行官。作为一名共和党人，欧文斯在2020年的选举中击败了时任民主党人本·麦克亚当斯赢得了席位。欧文斯和拜伦·唐纳德是众议院两名黑人共和党人之一。